# Snilledrag
Snilledrag var ett TV-sänt mästerskap i schack arrangerat av Sveriges Television. Mästerskapet sändes som en programserie på 7 avsnitt i Kanal 1, med premiär den 7 november 1993 och final den 19 december 1993. Programledare var Uno Hedin och Sven-Gunnar Samuelsson. 
I serien spelade åtta kända svenska schackspelare – bland andra Pia Cramling, Lars Karlsson och Jonny Hector – en utslagsturnering mot varandra. Varje vinnarparti fick sitt eget avsnitt, där programledarnas kommentarer gick omlott med spelarnas egna analyser vid schackbrädet. I finalen vann Jonny Hector mot Pia Cramling.
Snilledrag hade tittarsiffror på upp emot 400.000 tittare per avsnitt. Serien gick i repris flera gånger under 1990-talet.

## Upprinnelse
Initiativtagare till projektet var producent Hans Rydström samt Sven-Gunnar Samuelsson. Svenska Schackakademien och Sveriges Schackförbund bidrog vardera med 40.000 kronor i finansiering. Inbjudan gick ut till åtta etablerade svenska schackspelare, bland andra samtliga stormästare. Alla tackade ja – så även Ulf Andersson, som dock fick förhinder på grund av andra schackåtaganden. Dan Cramling ryckte in som ersättare.
Deltagare i turneringen:
- Jonny Hector
- Pia Cramling
- Lars Karlsson
- Thomas Ernst
- Ferdinand Hellers
- Harry Schüssler
- Tom Wedberg
- Dan Cramling[2]

## Turnering och kommentarsinspelning
Utslagsturneringen ägde rum 6 – 8 september 1993 på Prince Philip Hotell (numera Scandic Skärholmen) i Skärholmen i Stockholm. Spelandet skedde bakom lyckta dörrar för att inte resultaten skulle läcka ut i förväg. Vid remi fick spelarna möta varandra igen. Första partiet var alltid ett långparti med två timmar för 40 drag och därefter en halvtimme per spelare för resten av partiet. Blev det remi fick spelarna en paus på en timme. Därefter spelade de ett parti med max en timmes betänketid per spelare. Vid behov av fler rundor fick spelarna 20 minuter var på sig per parti tills någon segrat.
När ett vinnarparti var avslutat gick spelarna in till en angränsande ljudstudio uppriggad på hotellet. Där spelade de in sina kommentarer kring dragen i det nyss avslutade partiet. Thomas Ernst valde att avstå själva röstinspelningen. Istället lade Axel Ornstein röst på Ernsts kommentarer.

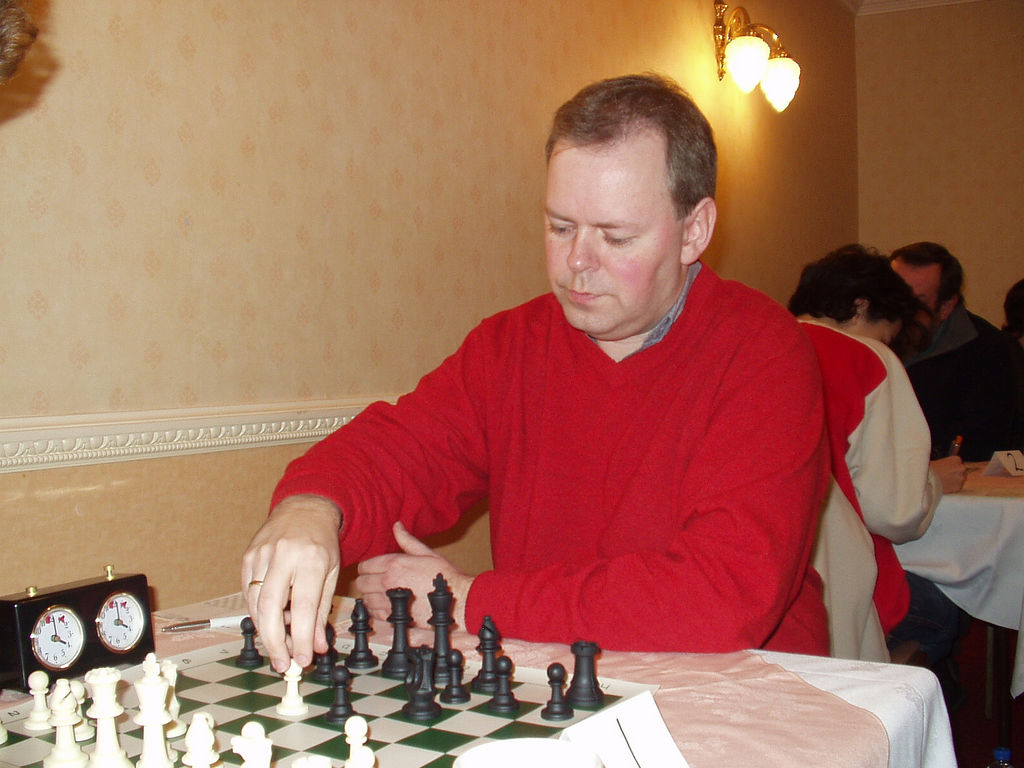
Jonny Hector segrade i Snilledrag:s utslagsturnering

I finalen vann Jonny Hector mot Pia Cramling.

## TV-inspelning
Den 9 september 1993, dagen efter turneringen, skedde TV-inspelning i studio 4 i TV-huset vid Gärdet i Stockholm. Spelarna satt vid ett schackbräde och mimade sina drag. Den 10 september spelade programledarna Uno Hedin och Sven-Gunnar Samuelsson in sina mellanstick, då utan spelare i bakgrunden.

## Sändning och eftermäle
Snilledrag sändes som en programserie på 7 avsnitt i Kanal 1, med premiär söndag den 7 november 1993
 och final söndag den 19 december 1993. Sändningstiden låg normalt runt 23.00 på kvällen.
 Varje vinnarparti fick sitt eget avsnitt, där programledarnas kommentarer gick omlott med spelarnas egna analyser vid schackbrädet – ett upplägg inspirerat av brittiska BBC:s schackserie The Master Game från slutet av 1970-talet.
Tittarsiffrorna för originalvisningen av Snilledrag låg, trots den sena sändningstiden, på mellan 40.000 och 150.000 tittare. Det ledde till att Sveriges Television sände serien i repris redan veckan efter sista avsnittet. Första reprisavsnittet gick på juldagen 1993, nu med en sändningstid kring femtiden på eftermiddagen. Finalreprisen den 16 januari 1994 hade 400.000 tittare. Serien gick även i repris i Kanal 1 sommaren 1995 och SVT1 sommaren 1999.
1994 gav Sven-Gunnar Samuelsson och Axel Ornstein i samarbete med Stockholms Schackförbund ut boken Snilledrag i SCHACK. Boken återger samtliga turneringspartier och ger en bakgrund till TV-projektet.

## Utomstående länkar
- Snilledrag på SVT Play
- Tidskrift för Schack nummer 10 1993, med alla Snilledrag-partierna återgivna